# Vršce
Vršce település Csehországban, a Jičíni járásban. Vršce Slavhostice, Cholenice, Běchary, Češov, Jičíněves, Kopidlno és Židovice településekkel határos. Lakosainak száma 236 fő (2024. január 1.).

## Népesség
A település lakosságának változását az alábbi diagram mutatja:
| Lakosok száma | 397  | 389  | 415  | 252  | 260  | 221  | 224  | 224  | 218  | 236  |
|               | 1869 | 1900 | 1921 | 1961 | 1980 | 2011 | 2016 | 2019 | 2021 | 2024 |